# Отказ по общей причине
Отказ по общей причине — отказ автоматизированных систем управления и контрольно-измерительных приборов, явившийся результатом одного или более событий, вызывающих одновременный отказ двух или более отдельных каналов многоканальной системы или многоканальных систем и приводящий к отказу системы (систем).

## Происхождение термина
Понятие «общей» (вариант термина — «естественной») и «специальной» (вариант термина — «устанавливаемой») причины того или иного события является основополагающим в философии статистики и философии вероятности. Вопрос вероятностных интерпретаций обсуждался ещё в 1703 году Готфридом Лейбницем в переписке с его учеником Якобом Бернулли. В современной прикладной статистике термины определяются стандартом ISO 3534-2:2006.

## Практическое применение
Наиболее широко термин «отказ по общей причине» (англ. «common cause failure» — CCF) применяется в методологии анализа безопасности на АЭС, где цена отказа автоматических систем управления слишком высока, а потому обычным является применение дублированных и троированных систем с повышенной энергетической автономией и безопасностью, а также защищенностью по отношению к различным внешним воздействиям. Однако отказы по общей причине и борьба с ними возможны в любых системах управления. Наиболее эффективным методом предотвращения отказа по общей причине является реализация принципа разнообразия при построении систем, например, применение систем так называемой «диверсной защиты».
Классическим примером «отказа по общей причине», вызвавшим катастрофические последствия, стала авария на АЭС Фукусима-1 в 2011 году. Отказ систем охлаждения и расплавление активной зоны реакторов сразу нескольких энергоблоков были вызваны выходом из строя всех резервных источников электропитания, оказавшихся одинаково уязвимыми для удара цунами.
Стратегии преодоления отказов по общей причине подробно исследованы в ряде документов. Наиболее известен документ NUREG/CR-7007 Комиссии по ядерному регулированию США (NRC). В России используется ГОСТ Р МЭК 62340-2011, идентичный стандарту Международной электротехнической комиссии (МЭК) IEC 62340:2007, разработанным Федеральным агентством по техническому регулированию и метрологии..
На сегодняшний день существует несколько методов расчёта вероятности отказа по общей причине (NUREG/CR-5485) для аппаратуры: метод альфа-фактора, метод бета-фактора, метод множества греческих букв. Суть всех этих методов сводится к одному постулату: вероятность отказа по общей причине двух и более взаиморезервирующих каналов системы пропорциональна вероятности отказа одного канала. Разнятся методы способом определения и использования коэффициентов пропорциональности. В России метод бета-фактора закреплён международным стандартом ГОСТ Р МЭК 61508-6-2012. Для программного обеспечения указанные методы неприменимы.